# Războinicii furtunii
Războinicii furtunii este al treilea volum al trilogiei Orcii, scrisă de Stan Nicholls.

## Rezumat
Al teilea volum începe cu sosirea cetei la Drogan. Stryke ajunge și el în pădure împreună cu stăpâna dragonilor. Keppatawn este vindecat și le dă al patrulea instrument. 
Puțin după aceea sosește un pițus negustor, pe nume Katz. El le spune tuturor că la Ruffets View, înăuntrul unui templu de Mani, a văzut un instrument care semăna foarte mult cu cele pe care le au ei. Astfel, jderii pleacă la Ruffets. La începutul drumului sunt atacați de gremlini. Ei au crezut că orcii l-au ucis pe Mobbs. Ca de obicei, ceata învinge. Mai au parte de încă o luptă. Doar Stryke și Coilla erau împreună; ceilalți erau plecați la vânătoare. Cei doi sunt atacați de vânătorii de recompense. Camarazii vin imediat în ajutorul lor. Jabeez este ucis, iar Lekmann și Aulay fug. Ajunși la Ruffets, orcii se întâlnesc cu 200 de creaturi din aceeași rasă conduse de caporalul Krenad. Cele două cete se aliază pentru a face față atacului Jennestei. Ei se duc la așezările Manilor pentru a discuta cu aceștia. Orcii sunt lăsați să intre. Acolo l-au cunoscut pe comandantul Rellston și pe Înalta Preoteasă Krista Galby. Imediat, o armată de Uni supusă lui Kimball Hobrow îi atacă pe orci și pe Mani. Rezistă primului și celui de-al doilea atac, dar la al treilea Hobrow vine cu o armată de 20.000 de mii de Uni. Tocmai când nu mai existau speranțe pentru jderi, armata Jennestei sosește și îi învinge pe Uni, iar Kimball Hobrow este ucis de doi orci. Între timp, ceata fuge cu a cincea stea. Krista îi urmărește împreună cu Rellston. Pe drum, Stryke câștigă iar o luptă asupra celor doi vânători rămași. Jderii sunt prinși de Krista. Supărată, Coilla dă vina pe stele pentru tot ceea ce s-a întâmplat și le aruncă. Toate instrumentele se prind unele de altele, iar Stryke și camarazii lui se trezesc pe un tărâm plin de zăpadă.
Ei se îndreaptă spre un palat de gheață. Ajunși acolo, o întâlnesc pe Sanara care le spune să fugă cât mai repede pentru a se salva. Jderii nu ascultă și sunt prinși de demonii numiți Sluagh. Ei le cer instrumentele, deși primesc doar patru. Sluagh îi duc pe orci și pe Sanara într-o încăpere unde îi țin prizonieri. Apare Serapheim care îi ajută să evadeze și pleacă împreună cu ei spre pivnița palatului. Acolo se afla un portal care te ducea pe alte lumi. Prin el, orcii au văzut o lume numai a rasei lor. Un alt lucru șocant este că Serapheim este de fapt Tentarr Arngrim, tatăl Jennestei, Sanarei și a lui Adpar. Vrăjitorul le spune jderilor că are nevoie de instrumente pentru a activa portalul. Așa dar, o parte din ceată pleacă în căutarea stelelor. Stryke le ia, dar rămâne în urmă. Este atacat pentru ultima oară de Lekmann. Foarte ușor, vânătorul a fost ucis. Apoi, jderul vede armata Jennestei luptându-se cu Sluagh și fuge imediat la portal. Serapheim pornește portalul, iar Jennesta apare în ultimul moment împreună cu Mersadion. Generalul îl ucide pe Alfray, iar ceata îi plătește cu aceeași monedă. Jennesta s-a dus și ea, deși nu se știe cum. Fie a fost sfâșiată de forțele titanice ale portalului, fie a fost azvârlită în altă dimensiune. În final, toată ceata ajuns în lumea ei, mai puțin Jup care a rămas în Maras-Dantia.